# انتخابات الرئاسة البوليفية 2005
انتخابات الرئاسة البوليفية 2005 هي الانتخابات الرئاسية التي جرت في 18 ديسمبر 2005، في بوليفيا، لانتخاب رئيس جمهورية بوليفيا، فاز بالانتخابات إيفو مورالس.

## المرشحين
| المرشح      | الحزب | عدد الأصوات |
| ----------- | ----- | ----------- |
| إيفو مورالس |       |             |